# Gabarnac
Gabarnac é uma comuna francesa na região administrativa da Nova Aquitânia, no departamento da Gironda. Estende-se por uma área de 5,25 km². Em 2010 a comuna tinha 355 habitantes (densidade: 67,6 hab./km²).